# Gaza watsoni
Gaza watsoni är en snäckart som först beskrevs av Dall 1881.  Gaza watsoni ingår i släktet Gaza och familjen pärlemorsnäckor. Inga underarter finns listade i Catalogue of Life.